# 土山希美枝
土山 希美枝（つちやま きみえ、1971年 - ）は、日本の政治学者・行政学者。博士（政治学）。
法政大学法学部教授。法政大学大学院公共政策研究科教授。龍谷大学政策学部教授。2010年度京都市「市民参加推進フォーラム」座長、草津市「自治体基本条例検討委員会」委員長、日本公共政策学会理事などを歴任。

## 略歴
北海道生まれ。1994年 - 法政大学法学部政治学科卒業。1997年 - 同大学院社会科学研究科政治学専攻修士課程修了。2000年 - 同大学院社会科学研究科政治学専攻博士課程修了。
2001年 - 龍谷大学法学部助教授。2011年 - 龍谷大学政策学部准教授。2015年 - 龍谷大学政策学部教授。2021年 - 法政大学法学部教授。2022年 - 内閣府地方制度調査会委員。

## 著作等

### 単著
- 『地域人材を育てる自治体研修改革』（公人の友社、2005年）
- 『高度成長期「都市政策」の政治過程』（日本評論社、2007年)
- 『市民と自治体の協働研修ハンドブック』（公人の友社、2008年）
- 『「質問力」でつくる政策議会』（公人の友社、2017年）

### 共著
- 『地域公共政策をになう人材育成-その現状と模索』（日本評論社、2008年）
- 『市民と自治体の協働研修ハンドブック―地域が元気になるパートナーシップのために (地域ガバナンスシステム・シリーズ)』（公人の友社、2008年）
- 『地域からエネルギーを引き出せ!―PEGASUSハンドブック(環境エネルギー設計ツール） (生存科学シリーズ)』（公人の友社、2010年）
- 『対話と議論で〈つなぎ・ひきだす〉ファシリテート能力育成ハンドブック（地域ガバナンスシステム・シリーズ〈No.15〉)』（公人の友社、2011年）
- 『公共政策学』（ミネルヴァ書房、2018年）

### 論文
- 『川崎『先駆自治体』の歴史位置』（『川崎市政の研究』、43-108、2006年）
- 『アイリッシュウィスキーの再興を地域開発から期待する』（地域開発、(505)、56-59,2006年)
- 『「自治体再構築」の組織と人材』（地方自治職員研修、40(6)、39-41、2007年)
- 『ロー・ジャーナル スケープゴートとしての夕張破綻』(法学セミナー、52(8)、6-7、2007年）
- 『自治体における「人材-業務バランス」と「地域公共人材」』（住民行政の窓、(324)、1-16、2008）
- 『私の本棚 書籍紹介コーナー9 西原理恵子著「ぼくんち」スピリッツとりあたまコミックス』（くらしと自治・京都、2008）
- 『書評 中邨章監修,幸田雅治編著「危機発生!そのとき地域はどう動く-市町村と住民の役割」』（季刊行政管理研究、(125)、71-75、2009）
- 『自治体人事戦略の転型を』（地方公務員月報、(548)、2-17、2009）など

## 専門分野
- 公共政策論
- 地方自治